# Academia.edu
Academia.edu — социальная сеть для сотрудничества учёных. Открыта в сентябре 2008 года. К настоящему времени число зарегистрированных пользователей по данным самой системы превышает 279 миллиона. Сеть может использоваться для того, чтобы делиться с другими своими статьями, отслеживать их цитируемость и следить за новостями исследований и разработок по именам и ключевым словам.
Сеть Academia.edu основал Ричард Прайс, собрав около 600 000 долларов. Среди инвесторов были компания Spark Ventures, интернет-предприниматель Брент Хоберман (en:Brent Hoberman) и ряд других.

## Открытая наука
Academia.edu участвует в движениях «открытая наука» и «открытый доступ», обеспечивая рецензирование и отзывы на статьи в процессе их создания. Владелец сайта выразил своё несогласие с законопроектом Research Works Act, предполагавшим серьёзно ограничить свободный оборот научных статей, финансировавшихся из средств налогоплательщиков США.

## Реакция
От ряда своих конкурентов в среде научных сетей — таких, как ResearchGate — данный сайт отличается тем, что на нём (по состоянию на апрель 2013 года) можно регистрироваться не только действующим студентам и сотрудникам вузов, но и независимым исследователям.
По мнению интернет-журнала The Singularity Hub, сеть Academia.edu представляет собой «дело огромной важности», поскольку учёные «получают быстрый и лёгкий доступ к работам своих коллег, и они получают выраженное в цифрах доказательство того, что их исследования действительно имеют значение». TechCrunch отметил, что сайт Academia.edu предоставляет учёным «мощное и эффективное средство распространения их исследований», позволяет «отслеживать в реальном времени, сколько людей читают их статьи, при помощи специальных аналитических средств», а также «очень хорошо отражается в результатах поиска через Google».
[обновить данные]

## Доменное имя
Согласно современным стандартам использования домена .edu, он должен принадлежать действующим высшим учебным заведениям. Сайт Academia.edu не подпадает под эту категорию, но поскольку он был зарегистрирован в 1999, до публикации действующих правил, то он, как и другие аналогичные сайты, зарегистрированные до 2001, попали под действие «дедушкиной оговорки» и сохранили право на использование доменного имени.

## Другие научные социальные сети
- arXiv
- HAL
- Mendeley
- ResearchGate
- SSRN
- VIVO
- Archives ouvertes University of Geneva[9]